# Pantographa limata
Pantographa limata är en fjärilsart som beskrevs av Augustus Radcliffe Grote och Robinson. Pantographa limata ingår i släktet Pantographa och familjen Crambidae. Inga underarter finns listade i Catalogue of Life.

## Bildgalleri

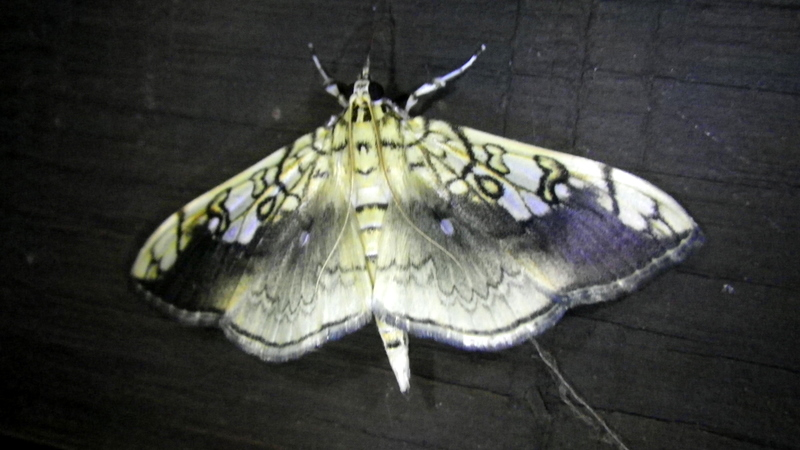